# Carugo
Carugo é uma comuna italiana da região da Lombardia, província de Como, com cerca de 5.323 habitantes. Estende-se por uma área de 4 km², tendo uma densidade populacional de 1331 hab/km². Faz fronteira com Arosio, Brenna, Giussano (MI), Inverigo, Mariano Comense.

## Demografia
| Variação demográfica do município entre 1861 e 2011                               |
|                                                                                   |
| Fonte: Istituto Nazionale di Statistica (ISTAT) - Elaboração gráfica da Wikipedia |